# Semiothisa morosaria
Semiothisa morosaria là một loài bướm đêm trong họ Geometridae.